# Leena
Leena est le nom de scène d'une actrice pornographique américaine, née à Denver dans le Colorado (États-Unis), le 5 janvier 1969.

## Biographie
Leena a été élevée à Denver, Colorado. Elle a travaillé comme danseuse exotique, et a tourné dans des films pornographiques amateurs alors qu'elle étudiait le génie électrique au lycée. En 1992, elle s'est installée en Californie et s'est pleinement engagée dans la carrière d'actrice pornographique, faisant ses débuts dans le film homonyme Leena.
Elle a gagné plusieurs prix, notamment l'AVN Award de la meilleure actrice dans une vidéo (Best Actress - Vidéo) en 1994 pour Blinded by Love. Elle a mis fin à sa carrière en 1995, pour tenter sa chance dans le cinéma traditionnel. Elle a joué dans la série Sherman Oaks de la chaine câblée Showtime (1995), et dans des films de série B comme Other Men's Wives (1996) et Femalien (1996). Plus récemment, elle a joué au théâtre dans les pièces Sweet Hostage et Steeltown (1998).
En 2009, elle est devenue membre de l'XRCO Hall of Fame.

## Récompenses
- 1994 : XRCO Award Best Actress pour Blinded by Love
- 1994 : AVN Award Meilleure actrice - Vidéo (Best Actress – Video) pour Blinded by Love[6]
- 1995 : XRCO Awards Best Performer
- 1995 : AVN Award Best Group Sex Scene - Video pour Pussyman 5
- 1995 : FOXE Female Fan Favorite[4]
- 2009 : XRCO Hall of Fame

## Filmographie sélective
- Blinded by Love